# PGA Tour
El PGA Tour es el principal circuito estadounidense de golf profesional masculino y el más importante del mundo. Se juega prácticamente en su totalidad en Estados Unidos; sin embargo, desde 2007 se disputa un torneo en Cancún (México), así como en años posteriores se han empezado a jugar torneos en otros lugares del Caribe como Puerto Rico, República Dominicana y Bermuda. También se disputa dentro del tour estadounidense el Abierto de Canadá, un torneo con más de 100 años de historia en el país canadiense.

## Los torneos
Los cuatro torneos grandes del golf mundial (Masters de Augusta, Abierto de Estados Unidos, Abierto Británico de Golf y Campeonato de la PGA) son eventos oficiales del PGA Tour, pero cada uno se organiza de manera independiente.
Lo mismo ocurre con los torneos de la Serie Mundial de Golf (WGC Match Play, WGC-Campeonato Cadillac, WGC-Bridgestone Invitational y WGC-HSBC Champions), que se organizan en conjunto entre las principales giras profesionales. El PGA Tour tampoco organiza la Copa Ryder ni la Copa de Presidentes, disputadas por equipos, aunque figuran en su calendario.
El principal torneo de golf organizado por el PGA Tour es el Players Championship, el cual se le considera informalmente el «quinto grande» debido a que está restringido a los mejores jugadores, además de contar con una bolsa de premios superior a la de los majors. El Torneo de Campeones disputado en enero es el otro torneo único del circuito, donde compiten únicamente los ganadores de los torneos del PGA estadounidense del año anterior.
El Tour Championship es el torneo que cierra cada temporada del PGA Tour desde el año 1987. Desde 2007, el PGA Tour cuenta con un formato de eliminatoria denominado Copa FedEx, que consiste en el The Barclays, el Campeonato Deutsche Bank, el Campeonato BMW y el Tour Championship.
Entre los torneos regulares del PGA Tour destacan cinco torneos por invitación: Arnold Palmer Invitational, Colonial Invitational, Memorial Tournament, AT&T National y Heritage.
Aparte de los torneos oficiales del PGA Tour, existen varios torneos adicionales en la gira, entre ellos el Shriners Hospitals for Children Open.

## La institución
Hasta 1968, el circuito se llamaba PGA of America's Tournament Players Division, y lo organizaba la Asociación de Golfistas Profesionales de Estados Unidos. El PGA Tour constituye una entidad independiente desde 1968 y tiene su sede en Ponte Vedra Beach, Florida (Estados Unidos). En 1981, la PGA prohibió al PGA Tour que usara las siglas PGA, por lo que en agosto de ese año el circuito recibió el nombre de Tournament Players Association, pero desde marzo de 1982 volvió a llamarse como lo había hecho anteriormente, después de que se resolviera el conflicto con la PGA.
El PGA Tour no es una federación que dirija, gestione o administre el golf en Estados Unidos, lo cual incumbe a la Asociación de Golf de Estados Unidos (USGA).
El PGA Tour se encarga igualmente de otras giras profesionales. El Champions Tour, disputado en Estados Unidos en 1980, atrae a jugadores profesionales veteranos (mayores de 50 años). El Korn Ferry Tour es el circuito profesional estadounidense de segundo nivel, creado en 1990. La institución gestiona además el PGA Tour Canadá desde 2013 y el PGA Tour Américas desde 2012.

## Lista de ganancias y victorias
| Año  | N°1 lista de ganancias | Ganancias (USD) | Jugador con más victorias                                         |
| ---- | ---------------------- | --------------- | ----------------------------------------------------------------- |
| 2024 | Scottie Scheffler      | 29,228,357      | 7: Scottie Scheffler                                              |
| 2023 | Scottie Scheffler      | 21,014,342      | 4: Jon Rahm                                                       |
| 2022 | Scottie Scheffler      | 14,046,910      | 4: Scottie Scheffler                                              |
| 2021 | Jon Rahm               | 7,705,933       | 4: Patrick Cantlay                                                |
| 2020 | Justin Thomas          | 7,344,040       | 3: Dustin Johnson, Justin Thomas                                  |
| 2019 | Brooks Koepka          | 9,684,006       | 3: Brooks Koepka, Daniel Barbetti                                 |
| 2018 | Justin Thomas          | 8,694,821       | 3: Justin Thomas, Dustin Johnson, Bubba Watson, Bryson DeChambeau |
| 2017 | Justin Thomas          | 9,921,560       | 5: Justin Thomas                                                  |
| 2016 | Dustin Johnson         | 9,365,185       | 3: Jason Day, Dustin Johnson                                      |
| 2015 | Jordan Spieth          | 12,030,465      | 4: Jordan Spieth, Jason Day                                       |
| 2014 | Rory McIlroy           | 8,280,096       | 3: Rory McIlroy, Jimmy Walker                                     |
| 2013 | Tiger Woods            | 8.553.439       | 5: Tiger Woods                                                    |
| 2012 | Rory McIlroy           | 8.047.952       | 2: Rory McIlroy                                                   |
| 2011 | Luke Donald            | 6.683.214       | 2: Siete jugadores                                                |
| 2010 | Matt Kuchar            | 4.910.477       | 3: Jim Furyk                                                      |
| 2009 | Tiger Woods            | 10.508.163      | 6: Tiger Woods                                                    |
| 2008 | Vijay Singh            | 6.601.094       | 4: Tiger Woods                                                    |
| 2007 | Tiger Woods            | 10.867.052      | 7: Tiger Woods                                                    |
| 2006 | Tiger Woods            | 9.941.563       | 8: Tiger Woods                                                    |
| 2005 | Tiger Woods            | 10.628.024      | 6: Tiger Woods                                                    |
| 2004 | Vijay Singh            | 10.905.166      | 9: Vijay Singh                                                    |
| 2003 | Vijay Singh            | 7.573.907       | 5: Tiger Woods                                                    |
| 2002 | Tiger Woods            | 6.912.625       | 5: Tiger Woods                                                    |
| 2001 | Tiger Woods            | 5.687.777       | 5: Tiger Woods                                                    |
| 2000 | Tiger Woods            | 9.188.321       | 9: Tiger Woods                                                    |
| 1999 | Tiger Woods            | 6.616.585       | 8: Tiger Woods                                                    |
| 1998 | David Duval            | 2.591.031       | 4: David Duval                                                    |
| 1997 | Tiger Woods            | 2.066.833       | 4: Tiger Woods                                                    |
| 1996 | Tom Lehman             | 1.780.159       | 4: Phil Mickelson                                                 |
| 1995 | Greg Norman            | 1.654.959       | 3: Lee Janzen, Greg Norman                                        |
| 1994 | Nick Price             | 1.499.927       | 6: Nick Price                                                     |
| 1993 | Nick Price             | 1.478.557       | 4: Nick Price                                                     |
| 1992 | Fred Couples           | 1.344.188       | 3: John Cook, Fred Couples, Davis Love III                        |
| 1991 | Corey Pavin            | 979.430         | 2: Ocho jugadores                                                 |
| 1990 | Greg Norman            | 1.165.477       | 4: Wayne Levi                                                     |
| 1989 | Tom Kite               | 1.395.278       | 3: Tom Kite; Steve Jones                                          |
| 1988 | Curtis Strange         | 1.147.644       | 4: Curtis Strange                                                 |
| 1987 | Curtis Strange         | 925.941         | 3: Paul Azinger, Curtis Strange                                   |
| 1986 | Greg Norman            | 653.296         | 4: Bob Tway                                                       |
| 1985 | Curtis Strange         | 542.321         | 3: Curtis Strange, Lanny Wadkins                                  |
| 1984 | Tom Watson             | 476.260         | 3: Tom Watson; Denis Watson                                       |
| 1983 | Hal Sutton             | 426.668         | 2: Ocho jugadores                                                 |
| 1982 | Craig Stadler          | 446.462         | 4: Craig Stadler, Tom Watson, Calvin Peete                        |
| 1981 | Tom Kite               | 375.699         | 4: Bill Rogers                                                    |
| 1980 | Tom Watson             | 530.808         | 7: Tom Watson                                                     |
| 1979 | Tom Watson             | 462.636         | 5: Tom Watson                                                     |
| 1978 | Tom Watson             | 362.429         | 5: Tom Watson                                                     |
| 1977 | Tom Watson             | 310.653         | 5: Tom Watson                                                     |
| 1976 | Jack Nicklaus          | 266.439         | 3: Ben Crenshaw, Hubert Green                                     |
| 1975 | Jack Nicklaus          | 298.149         | 5: Jack Nicklaus                                                  |
| 1974 | Johnny Miller          | 353.022         | 8: Johnny Miller                                                  |
| 1973 | Jack Nicklaus          | 308.362         | 7: Jack Nicklaus                                                  |
| 1972 | Jack Nicklaus          | 320.542         | 7: Jack Nicklaus                                                  |
| 1971 | Jack Nicklaus          | 244.491         | 6: Lee Trevino                                                    |
| 1970 | Lee Trevino            | 157.037         | 4: Billy Casper                                                   |
| 1969 | Frank Beard            | 164.707         | 3: Cuatro jugadores                                               |
| 1968 | Billy Casper           | 205.169         | 6: Billy Casper                                                   |
| 1967 | Jack Nicklaus          | 188.998         | 5: Jack Nicklaus                                                  |
| 1966 | Billy Casper           | 121.945         | 4: Billy Casper                                                   |
| 1965 | Jack Nicklaus          | 140.752         | 5: Jack Nicklaus                                                  |
| 1964 | Jack Nicklaus          | 113.285         | 5: Tony Lema                                                      |
| 1963 | Arnold Palmer          | 128.230         | 7: Arnold Palmer                                                  |
| 1962 | Arnold Palmer          | 81.448          | 8: Arnold Palmer                                                  |
| 1961 | Gary Player            | 64.540          | 6: Arnold Palmer                                                  |
| 1960 | Arnold Palmer          | 75.263          | 8: Arnold Palmer                                                  |
| 1959 | Art Wall, Jr.          | 53.168          | 5: Gene Littler                                                   |
| 1958 | Arnold Palmer          | 42.608          | 4: Ken Venturi                                                    |
| 1957 | Dick Mayer             | 65.835          | 4: Arnold Palmer                                                  |
| 1956 | Ted Kroll              | 72.836          | 4: Mike Souchak                                                   |
| 1955 | Julius Boros           | 63.122          | 6: Cary Middlecoff                                                |
| 1954 | Bob Toski              | 65.820          | 4: Bob Toski                                                      |
| 1953 | Lew Worsham            | 34.002          | 5: Ben Hogan                                                      |
| 1952 | Julius Boros           | 37.033          | 5: Jack Burke Jr., Sam Snead                                      |
| 1951 | Lloyd Mangrum          | 26.089          | 6: Cary Middlecoff                                                |
| 1950 | Sam Snead              | 35.759          | 11: Sam Snead                                                     |
| 1949 | Sam Snead              | 31.594          | 7: Cary Middlecoff                                                |
| 1948 | Ben Hogan              | 32.112          | 10: Ben Hogan                                                     |
| 1947 | Jimmy Demaret          | 27.937          | 7: Ben Hogan                                                      |
| 1946 | Ben Hogan              | 42.556          | 13: Ben Hogan                                                     |
| 1945 | Byron Nelson           | 63.336          | 18: Byron Nelson                                                  |
| 1944 | Byron Nelson           | 37.968          | 8: Byron Nelson                                                   |
| 1943 | -                      | -               | 1: Sam Byrd, Harold McSpaden, Steve Warga                         |
| 1942 | Ben Hogan              | 13.143          | 6: Ben Hogan                                                      |
| 1941 | Ben Hogan              | 18.358          | 7: Sam Snead                                                      |
| 1940 | Ben Hogan              | 10.655          | 6: Jimmy Demaret                                                  |
| 1939 | Henry Picard           | 10.303          | 8: Henry Picard                                                   |
| 1938 | Sam Snead              | 19.534          | 8: Sam Snead                                                      |
| 1937 | Harry Cooper           | 14.139          | 8: Harry Cooper                                                   |
| 1936 | Horton Smith           | 7.682           | 3: Ralph Guldahl, Jimmy Hines, Henry Picard                       |
| 1935 | Johnny Revolta         | 9.543           | 5: Henry Picard, Johnny Revolta                                   |
| 1934 | Paul Runyan            | 6.767           | 7: Paul Runyan                                                    |
| 1933 | -                      | -               | 9: Paul Runyan                                                    |
| 1932 | -                      | -               | 4: Gene Sarazen                                                   |
| 1931 | -                      | -               | 4: Wilfred Cox                                                    |
| 1930 | -                      | -               | 8: Gene Sarazen                                                   |
| 1929 | -                      | -               | 8: Horton Smith                                                   |
| 1928 | -                      | -               | 7: Bill Mehlhorn                                                  |
| 1927 | -                      | -               | 7: Johnny Farrell                                                 |
| 1926 | -                      | -               | 5: Bill Mehlhorn, Macdonald Smith                                 |
| 1925 | -                      | -               | 5 : Leo Diegel                                                    |
| 1924 | -                      | -               | 5: Walter Hagen                                                   |
| 1923 | -                      | -               | 5: Walter Hagen, Joe Kirkwood, Sr.                                |
| 1922 | -                      | -               | 4: Walter Hagen                                                   |
| 1921 | -                      | -               | 4: Jim Barnes                                                     |
| 1920 | -                      | -               | 4: Jock Hutchison                                                 |
| 1919 | -                      | -               | 5: Jim Barnes                                                     |
| 1918 | -                      | -               | 1: Patrick Doyle, Walter Hagen, Jock Hutchison                    |
| 1917 | -                      | -               | 2: Jim Barnes, Mike Brady                                         |
| 1916 | -                      | -               | 3: Jim Barnes                                                     |

Golfistas con más temporadas como líder en ganancias
- 10: Tiger Woods.
- 8: Jack Nicklaus.
- 5: Ben Hogan, Tom Watson.
- 4: Arnold Palmer.
- 3: Sam Snead, Curtis Strange, Greg Norman, Vijay Singh, Scottie Scheffler.
- 2: Byron Nelson, Julius Boros, Billy Casper, Tom Kite, Nick Price, Rory McIlroy.